# Pirkei Avot
(R. Hillel, Pirkei Avot I:14)

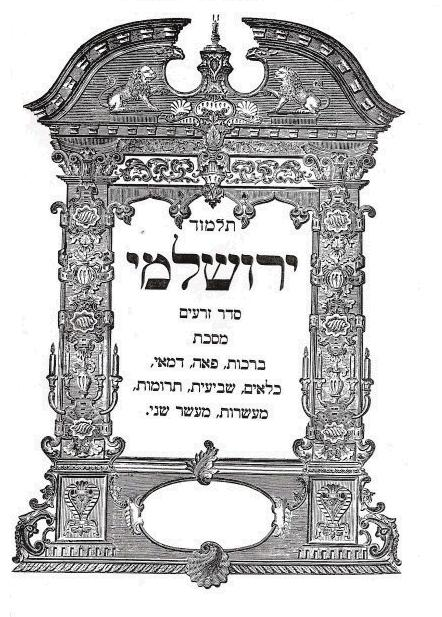
Frontespizio del Talmud di Gerusalemme.

Pirkei Avot o Pirqei Avot (in ebraico פרקי אבות‎?), in italiano: Capitoli dei Padri, è una raccolta di insegnamenti etici e massime risalenti ai rabbini dell'era mishnaica. Per i suoi contenuti viene chiamata anche Etica dei Padri o Massime dei Padri. Gli insegnamenti di Pirkei Avot appaiono sul trattato mishnaico Avot, secondo trattato nell'ordine di Nezikin del Talmud. Pirkei Avot è un'opera unica in quanto è il solo trattato del Talmud che parla esclusivamente di principi etici e morali; non ci sono contenuti halakhici nel Pirkei Avot.

## Traduzione del titolo
In senso talmudico la parola avot, significante "padri", si riferisce ai fondamenti o categorie principali. Quindi le categorie principali di lavoro creativo proibite di Shabbat sono chiamate avot melacha e le categorie principali di impurità rituale sono indicate con avot tum'ah. Perakim, o in stato costrutto pirkei, significa "capitoli". Ne consegue che Pirkei Avot significa "Capitoli dei Principi Fondamentali".
Il riconoscimento delle massime etiche quali "Principi Fondamentali" può scaturire dal grande riguardo col quale sia la Torah che il Talmud riservano a tale raccolta di saggezza. "Ama il prossimo tuo come te stesso", afferma la Bibbia 19:18, un'ingiunzione che Akiva ben Joseph nella Genesi Rabbah 24:7 famosamente chiama un "grande principio" della Torah (o forse "il più grande principio"). Nel Talmud Shabbat 31a, Hillel il Vecchio dice "Ciò che non è buono per te non lo fare al tuo prossimo. Il resto è commento. Vai e studia (la Torah)"." Anche l'attribuzione dei libri di saggezza biblica a Re Salomone (per es. Ecclesiaste, libro dei Proverbi, Libro della Sapienza) conferma l'importanza basilare che gli ebrei di questo periodo, prima e di sempre, assegnano alla trasmissione di un sistema etico di vita.
Dato l'uso comune di avot col significato di "padri", Pirkei Avot viene spesso reso con "Capitoli dei Padri" o anche più liberamente "Etica dei Padri". Sebbene tale traduzione produca un'immagine appropriata e non del tutto erronea degli "insegnamenti patriarcali", questa forse non è però l'internzione primaria del titolo originale. Il termine "avot" non viene normalmente usato come designazione onorifica di un "rabbino" o di un "saggio"; nell'uso rabbinico si riferisce invece ai Patriarchi della Bibbia. Comunque la possibilità che le parole del titolo fossero intese per diverse interpretazioni non deve essere esclusa.

## Struttura dell'opera
Il trattato si compone di sei capitoli: inizia con l'ordine di tramandare la Tradizione Orale; Mosè riceve la Torah sul Monte Sinai e in seguito la tramanda alle varie generazioni (incluso Giosuè, gli Anziani e i Profeti, Neviìm), non ai Sacerdoti (Kohanim), e arriva finalmente alla Grande Assemblea, cioè ai Rabbini (Avot 1:1). Contiene detti attribuiti ai saggi dal periodo di Simone il Giusto (era dei Zugot - 200 a.e.v.) fino a poco dopo Judah haNasi (era dei Tannaim - 200 e.v.), redattore della Mishnah. Tali aforismi riguardano la giusta condotta etica e sociale nonché l'importanza di studiare la Torah.
I primi due capitoli procedono in ordine cronologico, col secondo che si concentra sugli studenti di Yochanan Ben Zakkai. I capitoli tre e quattro contengono vari detti senza particolare ordine ma attribuiti a specifici rabbini. Il capitolo cinque cambia struttura e contenuto in quanto consiste principalmente di massime anonime secondo una lista numerica e spesso senza nessun nesso apparente con l'etica. Gli ultimi quattro paragrafi di questo capitolo ritornano però al precedente formato di aforismi morali attribuiti a rabbini specifici.
Nell'uso liturgico e nella maggioranza delle edizioni stampate dell'Avoth viene aggiunto un sesto capitolo intitolato Kinyan Torah ("Acquisizione della Torah"); l'aggiunta in realtà è l'ottavo (nell'edizione di Vilna) capitolo del trattato Kallah, uno dei trattati minori del Talmud di epoca tannaitica. È aggiunto perché il suo contenuto e stile sono abbastanza simili al trattato originale dell'Avoth (sebbene si concentri più sullo studio della Torah che sull'etica) e per fare in modo che ogni capitolo possa esser recitato per ciascuno Shabbat dell'Omer - e questo capitolo aggiunto si adatta molto bene allo Shabbat Shavuot, quando si celebra la data in cui Dio diede la Torah al popolo di Israele.
"La struttura del trattato si diversifica notevolmente dagli altri trattati per la sua struttura tematica e i detti dell'Avot usano una lingua altamente stilizzata invece della prosa chiara e diretta della Mishnah. Inoltre, il carattere anomalo dell'Avot è accresciuto dalle influenze bibliche sulle sue espressioni linguistiche, forme grammaticali e vocabolario."

## Studio dell'opera
Circa dal tempo di Saadya Gaon (X secolo e.v.) è d'uso studiare un capitolo alla settimana durante gli Shabbat tra Pesach e Shavuot; oggigiorno, come approfondimento aggiuntivo alla Mitzvah del suo studio tra Pesach e Shavuot, il trattato viene generalmente studiato ogni Shabbat estivo, da Pesach fino a Rosh haShanah ripetendo l'intero ciclo più volte raddoppiando i capitoli alla fine, se non ci sono multipli perfetti delle sei settimane. Il trattato viene quindi incluso in molti libri di preghiere (Siddurim), dopo le preghiere del Shabbat pomeriggio.
Durante tale studio usualmente si premette ogni capitolo con questa massima mishnaica: "Tutto Israele ha una quota nel mondo a venire" (Sinedrio 10:1), e conclude ciascun capitolo con: "Il Santo, benedetto Egli sia, volle conferire merito a Israele, quindi diede al suo popolo la Torah e mitzvot in abbondanza." (Makkoth 3:16).